# Ранняя Вэй
Ранняя Вэй (кит. упр. 魏, пиньинь Wèi) — динлинское царство, существовавшее в 388—392 годах в Хэнани (Центральный Китай).
Основателем царства Ранняя Вэй был некто Чжай Ляо (кит. упр. 翟遼, пиньинь Zhái Liáo). Он долгое время колебался между подчинением царствам Поздняя Янь, Западная Янь и Восточная Цзинь. В 388 году, после неудачной попытки примирения с императором Поздней Янь — Мужун (Муюн) Чуем, он провозгласил собственное государство на территории современной центральной и южной Хэнани. В 392 году, при правлении сына Чжай Ляо — Чжай Чжао (кит. упр. 翟釗, пиньинь Zhái Zhāo), оно было уничтожено войсками царства Поздняя Янь. Так как Ранняя Вэй просуществовала всего 4 года, историки обычно не включают её в число 16 варварских государств.

## Правители Ранней Вэй
| Храмовое имя (廟號 miàohào)                            | Посмертное имя (諡號 shìhào) | Личное имя               | Годы правления | Девиз правления (年號 niánhào) и годы |
| ------------------------------------------------------ | ---------------------------- | ------------------------ | -------------- | ------------------------------------- |
| Исторически наиболее употребительная форма: личное имя |                              |                          |                |                                       |
| отсутствует                                            | отсутствует                  | Чжай Ляо 翟遼 zhái liáo  | 388—391        | - Цзяньгуан (建光 jiàn guāng) 388—391 |
| отсутствует                                            | отсутствует                  | Чжай Чжао 翟釗 zhái zhāo | 391—392        | - Диндин (定鼎 dìng dǐng) 391—392     |